# Bijago jezici
Bijago jezici (privatni kod: bija), jedna od tri glavne skupine atlantskih jezika koja obuhvaća tek jedan jedini jezik, bidyogo, kojim govori narod Bijogo u afričkoj državi Gvineja Bisau na otocima Roxa i Bijago na otočju Bijagós. 
Ostale dvije skupine atlantskih jezika su sjevernoatlantski i južnoatlantski.

## Vanjske poveznice
- Ethnologue (14th)
- Ethnologue (15th)